# (21313) Xiuyanyu
(21313) Xiuyanyu (1996 XY14) – planetoida z grupy pasa głównego asteroid okrążająca Słońce w ciągu 3,29 lat w średniej odległości 2,21 j.a. Odkryta 10 grudnia 1996 roku.